# Mirosław Piekarski
Mirosław Piekarski (ur. 29 września 1920 w Złotkowie, zm. 2017) – polski działacz podziemia niepodległościowego w czasie II wojny światowej, inżynier rolnik. 

## Życiorys
Pochodził z rodziny ziemiańskiej. W czasie okupacji niemieckiej należał najpierw do organizacji konspiracyjnej Orzeł Biały, a następnie do Związku Walki Zbrojnej i Armii Krajowej (posługiwał się pseudonimem „Zawisza”). Po wojnie osiadł na tzw. Ziemiach Odzyskanych. W latach 50. XX wieku uzyskał tytuł inżyniera rolnictwa w Szkole Głównej Gospodarstwa Wiejskiego w Warszawie i pracował jako dyrektor państwowych gospodarstw rolnych w różnych województwach. W latach 1971–1986 kierownik gospodarstwa w Gleśnie. 

## Wybrane odznaczenia
- Krzyż Oficerski Orderu Odrodzenia Polski[1]
- Złoty Krzyż Zasługi[1]